# إدغار أندرادي
إدغار أندرادي (بالإسبانية: Edgar Andrade) هو لاعب كرة قدم مكسيكي في مركز الوسط، ولد في 2 مارس 1988 في نادي غوادالاخارا في إسبانيا. شارك مع منتخب المكسيك تحت 17 سنة لكرة القدم ومنتخب المكسيك لكرة القدم. أما مع النوادي، فقد لعب مع تيبورونيس روخوس دي فيراكروز وكروز آزول ونادي باتشوكا ونادي تشياباس.

## وصلات خارجية
- إدغار أندرادي على موقع قاعدة بيانات كرة القدم.إي يو (الإنجليزية)
- إدغار أندرادي على موقع ناشيونال فوتبول تيمز (الإنجليزية)
- إدغار أندرادي على موقع Soccerway.com (الإنجليزية)
- إدغار أندرادي على موقع AS.com (الإسبانية)